# Кемпажъёгарт
Кемпажъёгарт (устар. Кемпаж-Егарт) — река в Берёзовском районе Ханты-Мансийского автономного округа. Устье реки находится на 231-м км по правому берегу реки Кемпаж. Длина реки составляет 13 км.

## Данные водного реестра
По данным государственного водного реестра России относится к Нижнеобскому бассейновому округу, водохозяйственный участок реки — Северная Сосьва, речной подбассейн реки — Северная Сосьва. Речной бассейн реки — (Нижняя) Обь от впадения Иртыша.